# Nyceryx janzeni
Nyceryx janzeni là một loài bướm đêm thuộc họ Sphingidae. Loài này có ở Bolivia và Brasil.
Sải cánh khoảng 55–60 mm. Nó gần giống loài Nyceryx stuarti, nhưng nhỏ hơn, màu nền của phía trên cánh trước nhạt hơn và màu phía trên thân nhạt hơn.